# Architekturbiennale Venedig
Die Architekturbiennale Venedig (italienisch Mostra internazionale di architettura di Venezia, deutsch auch Internationale Architekturausstellung in Venedig) findet überwiegend alle zwei Jahre im Wechsel mit der Biennale di Venezia statt. Sie wurde 1975 von der Biennale di Venezia -Stiftung gegründet.

## Verfasstheit
Der Verwaltungsrat der Biennale-di-Venezia-Stiftung hat einen geschäftsführenden Vorsitzenden, der einen Direktor mit der Ausrichtung der Ausstellung beauftragt.

## Geschichte
1975, während der Präsidentschaft von Carlo Ripa di Meana wurde die erste Initiative für eine Architekturausstellung mit der von Vittorio Gregotti kuratierten Ausstellung „A Proposito del Mulino Stucky“ ergriffen. 1980 wurde die Architekturabteilung während der vierjährigen Präsidentschaft von Giuseppe Galasso (1979–1982) gegründet, der Paolo Portoghesi zum Direktor ernannt hatte. Berühmte Architekten und Wissenschaftler wie Francesco Dal Co, Richard Burdett, David Chipperfield, Rem Koolhaas und Alejandro Aravena haben die Biennale Architettura zu einer der angesehensten Veranstaltungen entwickelt.
Die ersten Architekturausstellungen der Biennale im Bereich der bildenden Kunst fanden in den siebziger Jahren im Magazzini del Sale statt.
Die erste von Paolo Portoghesi zusammengestellte internationale Architekturausstellung mit dem Titel La Presenza del Passato (Die Gegenwart der Vergangenheit) fand in der Strada Novissima der Arsenale Corderie statt.
1975 unternahm die Biennale von Venedig die ersten Schritte in Richtung einer Architekturausstellung. Diese Erweiterung war so bedeutend, dass während der vierjährigen (1975–1978) Präsidentschaft von Carlo Ripa di Meana ein neuer Direktor für die Abteilung Bildende Kunst, Vittorio Gregotti, ernannt wurde.
- Innerhalb der Ausstellung Bildende Kunst (settore Arti visive) wurde die Ausstellung A Proposito del Mulino Stucky im Magazzini del Sale von Vittorio Gregotti organisiert, gefolgt von anderen Architekturausstellungen 1976 und 1978.

1980 wurde die Architekturabteilung während der  Präsidentschaft von Giuseppe Galasso, der Paolo Portoghesi zum Direktor ernannte, endgültig unabhängig.
Nach dem von Aldo Rossi (1979–1980) realisierten Teatro del Mondo organisierte der neue Direktor 1980 die 1. Internationale Architekturausstellung mit dem Titel La presenza del passato.

### Ausstellungen kuratiert von Vittorio Gregotti (1975–1978)
- Der Präsident der  Biennale di Venezia von 1974 bis 1979, Carlo Ripa di Meana, ernannte  Vittorio Gregotti zum Leiter
- 15. September – 4. November 1975: Die Molino Stucky

Veranstaltungsort: Magazzini del Sale
Nebenausstellungen:
- 14. Juli – 10. Oktober 1976: Rationalismus und Architektur in Italien während des Faschismus

Veranstaltungsort: San Lorenzo
- 18. Juli – 10. Oktober 1976:  Der Werkbund, 1907. Zu Beginn des Designs

Veranstaltungsort: Ca 'Pesaro
- 31. Juli – 10. Oktober 1976: Europa-Amerika. Stadtarchitektur, Suburban Alternative

Veranstaltungsort: Magazzini del Sale
- 2. Juli – 15. Oktober 1978: ‚‘‘Utopia e crisi dell'antinatura. Momenti delle intenzioni architettoniche in Italia’’, (Utopie und Krise der Antinatur. Momente architektonischer Absichten in Italien)

Veranstaltungsort: Magazzini del Sale alle Zattere

### 1. Internationale Architektur-Biennale Venedig (1980)
Vom 27. Juli bis 19. Oktober 1980 hatte den Titel  La Presenza del Passato (Die Gegenwart der Vergangenheit)

Präsident Giuseppe Galasso ernannte Paolo Portoghesi zum Leiter.

Veranstaltungsort: Corderie dell’Arsenale
Das Leitmotiv der 1. Internationalen Architekturausstellung unter der Leitung von Paolo Portoghesi mit dem Titel La presenza del passato ist eine Betrachtung der sogenannten postmodernen Bewegung. Diese Denkschule hinterfragt die Moderne mit ihrer fast mythischen Betrachtung von Zukunft, Technologie und geometrischen Formen. Da die Gegenwart nichts Neues aus der Vergangenheit zu bieten scheint, schlägt die Postmoderne eine neue synchrone Vision der Geschichte vor, die letztendlich zu einem unendlichen Lager für Bilder und Vorschläge wird, aus dem Architekten frei Formen, Stile und dekorative Elemente zeichnen können.
Auf dieser Idee schuf Portoghesi seine Strada Novissima, die Hauptausstellung in der Corderie dell'Arsenale, einem markanten Raum, der dank der Biennale zum ersten Mal eröffnet wurde. Die Strada Novissima bestand aus zwanzig Fassaden, die von einer gleichen Anzahl großer Architekten entworfen und als Theaterflügel für eine hypothetische postmoderne „Straße“ konzipiert wurden. Die Ausstellung bot den Besuchern eine direkte und taktile Erfahrung der Architektur: eine Ausstellung, wie Portoghesi betonte, „mit Architektur, nicht mit Architektur“. Für die Verwirklichung der Strada Novissima, die eine sehr lebhafte Debatte über die Postmoderne eröffnete und zum Symbol der Bewegung selbst wurde, wurden große Namen gesammelt, darunter Frank O. Gehry, Rem Koolhaas, Arata Isozaki, Robert Venturi und Franco Purini Ricardo Bofil, Christian de Portzamparc. Hinter jeder Fassade präsentierte jeder Architekt eine monografische Darstellung seiner Werke.
Dank dieser Ausstellung wurde die Biennale von Anfang an zu einem einflussreichen Protagonisten in internationalen Architekturdebatten, da sie die bekanntesten und bekanntesten Tendenzen nach Venedig ziehen konnte. Die postmoderne Bewegung behauptete sich dank Strada Novissima und der vorherigen Folge von Aldo Rossis Teatro del Mondo (einem kurzlebigen Gebäude, das zwischen 1979 und 1980 an der Punta della Dogana verankert war) als führender, international bekannter Ansatz.
Zu der Presenza del Passato gehörten auch drei Meister des 20. Jahrhunderts, Philip Johnson, Ignazio Gardella und Mario Ridolfi, die den Mut hatten, alternative Wege zu beschreiten, die sich von den modernistischen Diktaten unterschieden, eine spezielle Abteilung, die 73 jungen Architekten gewidmet war, und ein Rückblick auf Ernesto Basile.

### 2. Internationale Architektur-Biennale Venedig (1982/1983)
Vom 20. November 1982 bis 6. Januar 1983 hatte den Titel Architettura nei Paesi Islamici (Architektur in islamischen Ländern)

Präsident Giuseppe Galasso ernannte Paolo Portoghesi zum Leiter.

Ausstellungsort: Padiglione Italia ai Giardini
In der zweiten Biennale der Architektur stellt Paolo Portoghesi einen Überblick über die Architektur in islamischen Ländern ab dem Zweiten Weltkrieg vor.
Venedig wird zu einem Beobachtungsposten, von dem aus man die Architektur dieser Regionen zwischen Indien und Marokko betrachten kann. Es wird wieder zu einer privilegierten Kreuzung und einem Treffpunkt zwischen westlichen und östlichen Ländern und sieht ein brennendes Problem für die kommenden Jahre voraus.
In der Einleitung zum Katalog unterstreicht Portoghesi, wie der Einfluss der islamischen Kultur seit dem Ende des 19. Jahrhunderts stärker geworden ist, insbesondere in der westlichen Literatur, Kunst und Architektur, und Persönlichkeiten wie Gaudì, Wright und Le Corbusier beeinflusst. Die Aufmerksamkeit für Umweltkontexte, die spirituelle Komponente und den grundlegenden sozialen Zweck der islamischen Architektur steht im Gegensatz zu der Kälte und den selbstbezogenen Elementen modernistischer Standards.
Die Ausstellung zeigt eine Reihe von Projekten, die sowohl in Vorbereitung als auch vollständig realisiert sind und in denen lokale Traditionen mit den innovativsten Bautechnologien kombiniert werden. Besonderes Augenmerk wird auf die Arbeiten von Hassan Fathy gelegt, einer herausragenden Persönlichkeit unter den jungen ägyptischen Designern.
Darüber hinaus wurden andere monografische Ausstellungen ausgewählt, die sich alle auf andere führende Persönlichkeiten konzentrierten, die sich mit islamischer Architektur auseinandersetzten, wie Fernand Pouillon und Louis Kahn, mit einer Reihe von Zeichnungen für städtische Zentren in Indien und Pakistan sowie zwei Projekten von Le Corbusier für die Stadt Algerien und Chandigarh. Parallel dazu zeigt die zweite Ausgabe der Architekturbiennale eine Reihe von Restaurierungs- und Requalifizierungsvorschlägen für alte Wohnsiedlungen.

### 3. Internationale Architektur-Biennale Venedig (1985)
Vom 20. Juli bis 29. September 1985 hatte den Titel Progetto Venezia (Venedig-Projekt).

Präsident Paolo Portoghesi ernannte Aldo Rossi zum Leiter.

Ausstellungsort: Padiglione Italia ai Giardini
Die dritte Inszenierung der Architekturbiennale fand drei Jahre nach der zweiten statt und wurde von Aldo Rossi geleitet (Paolo Portoghesi war nun Präsident der Biennale). Der Titel Progetto Venezia nimmt die beiden Schlüsselkonzepte der Ausstellung wieder auf: die Priorität, die dem Moment der Planung eingeräumt wird, und der Vergleich mit der venezianischen Landschaft. Aldo Rossi lud arrivierte Architekten, aber auch junge und weniger berühmte, ein, ihre Ideen und Entwürfe für die Requalifizierung oder Umgestaltung bestimmter Bereiche der Lagunenstadt und ihres Festlandes zu präsentieren. Eine internationale Jury wurde ernannt, um die besten Projekte auszuwählen.
In einer Stadt, die für ihren antimodernen Charakter bekannt ist und in der es äußerst schwierig ist, neue architektonische Räume zu schaffen, wird die Herausforderung und die Möglichkeit, städtische Stätten von Progetto Venezia neu zu erfinden, von vielen gelobt. Rund 1500 Teilnehmer aus aller Welt bewerben sich um die Auswahl. Das Thema wird auf andere Gebiete von Venetien und Friaul sowie auf Venedig selbst ausgedehnt. Peter Eisenmans Vorschlag, die Geschichte und die Legende von Romeo und Julia neu zu erarbeiten, und Libeskinds Interventionsentwürfe für Palmanova gehören zu den interessantesten Beispielen dieser Biennale.
Das Thema, das bei den teilnehmenden Architekten großes Interesse fand, ist die Einladung, die Accademia-Brücke am Canal Grande neu zu gestalten. Die möglichen Vorschläge reichen von jenen, die noch immer in venezianischen künstlerischen Wurzeln verankert sind, wie dem von Venturi / Rauch / Scott-Brown, bis zu jenen, die innovative architektonische Bewegungen schaffen, wie jene von Franco Purini und Costantino Dardi.
Die Vielfalt der Standpunkte, die in der Padiglione Italia im Giardini gesammelt wurden, die bedeutende Beteiligung junger Menschen und alle von der dritten Architekturbiennale mobilisierten Energien zeugen von dem hohen Qualitätsniveau, das die Ausstellungen erreichen.
Steinlöwen für die Gewinner von Progetto Venezia:

Robert Venturi, Manuel Pascal Schupp, COPRAT, Franco Purini (Accademia-Brücke)

Raimund Abraham, Raimund Fein, Peter Nigst und Giangiacomo D'Ardia (Ca'Venier dei Leoni)

Alberto Ferlenga (Piazza di Este)

Daniel Libeskind (Palmanova-Platz)

Laura Foster Nicholson (Villa Farsetti in Santa Maria di Sala)

Maria Grazia Sironi und Peter Eisenman (Castelli di Romeo und Julia in Montecchio Maggiore)

### 4. Internationale Architektur-Biennale Venedig (1986)
Vom 19. Juli – 28. September 1986 hatte den Titel Hendrik Petrus Berlage. Zeichnungen

Präsident Paolo Portoghesi ernannte Aldo Rossi zum Leiter.

Veranstaltungsort: Villa Farsetti in Santa Maria di Sala (Ve)
Die vierte Architekturbiennale findet ein Jahr nach der vorherigen statt (sie bricht erneut die Zweijahresfrist) und ist dem Werk des Architekten, Hendrik Petrus Berlage (Amsterdam, 1865–1934), gewidmet. Der Regisseur Aldo Rossi sammelt zum ersten Mal in Europa das Korpus aller Entwürfe dieses niederländischen Meisters und organisiert ihre Ausstellung in der Villa Farsetti in Santa Maria di Sala auf dem venezianischen Festland. Dies unterstreicht seinen Willen, die Biennale-Institution zur Interaktion zu bringen lokale Gebiete. Darüber hinaus ist die Villa Farsetti die perfekte Antwort auf die Notwendigkeit, einen alternativen Raum für die Ausstellungen zu finden, da die Internationale Kunstausstellung im gleichen Zeitraum eröffnet wurde.
Berlages Gebot lautet: „Schau dir das Gebäude und seine Geschichte an“. Die ständige Aufmerksamkeit, die er der Geschichte entgegenbringt, ist einer der Hauptgründe für die Biennale, sich ihm zu widmen. Diese Ausgabe bleibt ihrer Kritik an der modernistischen Bewegung und ihrem Rationalismus treu und konzentriert sich wie die vorherigen auf die Beziehung, die nach Portoghesi und Rossi die zeitgenössische Architektur mit der Vergangenheit bewahren sollte. Berlage ist misstrauisch gegenüber den wackeligen Linien der Freiheit und losgelöst von den Avantgarden und der Verherrlichung des Fortschritts. Er entwickelt einen unabhängigen Gedanken, der ihn dazu bringt, einige der wichtigsten Architekturprojekte des 20. Jahrhunderts zu entwerfen, wie die Börse in Amsterdam im Jahr 1903 Eine Reihe utopischer Kompositionen zeugen von der Faszination, die ihn bei der Schaffung eines „Gesamtkunstwerks“ hat und Kunst, Architektur, Geschichte und Raum vereint: Beethovens Haus, Wagner-Theater im Auftrag der Wagner-Gesellschaft, das Lenin-Mausoleum auf dem Roten Platz sind typische Beispiele für einen solchen Willen.
Unmittelbar nach Venedig zog die Ausstellung nach Amsterdam, Paris und Berlin, um die Menschen über die Aktualität und die Kraft der bewundernswerten Arbeit dieses Meisters zu informieren.

### 5. Internationale Architektur-Biennale Venedig (1991)
Vom 8. September bis 6. Oktober 1991 hatte den Titel V Internationale Architekturausstellung

Präsident Paolo Portoghesi ernannte Francesco Dal Co

Ort: Padiglione Italia, Nationalpavillons in Giardini, Corderie dell'Arsenale
Francesco Dal Co wurde 1988 vom Verwaltungsrat unter dem Vorsitz von Paolo Portoghesi in seiner zweiten Amtszeit von vier Jahren zum Direktor der Architekturabteilung ernannt. Die fünfte internationale Architekturausstellung findet 1991 statt und nimmt in ihren verschiedenen Abschnitten die Arbeiten und Aktivitäten wieder auf, die Dal Co in den vergangenen Jahren gefördert hat. Dal Co ist ein überzeugter Befürworter der Notwendigkeit, die Internationalität der Biennale weiterzuentwickeln. Er stellt verschiedene Neuheiten vor, modelliert diese Ausgabe im Stil der Kunstausstellung und lädt die Nationalen Pavillons ein, daran teilzunehmen. Zu den wichtigsten Vorschlägen zählen die österreichischen Auswahlwerke von Coop Himmelb (l) au, USA, mit Peter Eisenman und Frank O. Gehry, Schweiz, mit einem Rückblick auf Herzog & de Meuron und Norwegen mit Sverre Fehn.
In der Padiglione Italia zeigt Dal Co eine Auswahl von vierzig italienischen Architekten für die 1990er Jahre, darunter Gae Aulenti, Massimiliano Fuksas, Aldo Aymonino, Giancarlo De Carlo, Renzo Piano, Luciano Semerani und Ettore Sottsass. Zwei weitere Veranstaltungen unterstreichen die Bedeutung der fünften Biennale: das Gebäude des von James Stirling entworfenen Buchpavillons in der Haupteingangsstraße der Giardini und die Ausstellung von 43 Architekturschulen aus aller Welt in den Corderie dell'Arsenale.
In dieser 5. Architekturausstellung betont Dal Co auch die Bedeutung einer Konfrontation zwischen der Biennale und dem venezianischen Territorium, wie die drei verschiedenen Wettbewerbe, die ab 1988 unter seiner Leitung proklamiert wurden, bezeugen; Die Themen, auf die sie sich konzentrierten, waren die Restaurierung der Padiglione Italia (Wettbewerb von Francesco Cellini gewonnen), die Restaurierung des Palazzo del Cinema am Lido (gewonnen von Rafael Moneo) und die Requalifizierung der Piazzale Roma.
Trotz der guten Vorzeichen der Biennale wurde keines der Gewinnerprojekte jemals realisiert, im Gegensatz zu Stirlings Book-Pavillon, der immer noch als eines der erfolgreichsten und langlebigsten Ergebnisse dieser Ausgabe gilt. Die Aliante-Installation von Massimo Scolari, die zu dieser Zeit auf der Fondamenta della Tana als externes Zeichen für die Ausstellung der Architekturschulen zugeteilt wurde, wird langlebig sein, da sie noch außerhalb der IUAV-Gebäude in Santa Marta, Venedig, ausgestellt ist.
Gewinner des internationalen Wettbewerbs für den neuen Palazzo del Cinema 1990: Rafael Moneo
Gewinner des internationalen Wettbewerbs „Una Porta per Venezia“ für die Restaurierung der Piazzale Roma: Jeremy Dixon und Edward Jones

### 6. Internationale Architektur-Biennale Venedig (1996)
Vom 15. September – 17. November 1996  Titel: Sensori del futuro. L'architetto come sismografo (Sensoren der Zukunft. Der Architekt als Seismograph)

Präsident Gianluigi Rondi ernannter Hans Hollein zum Leiter.

Ort: Padiglione Italia, Nationalpavillons in Giardini
Die sechste Architekturbiennale hat sich der Leitung einer angesehenen internationalen Persönlichkeit verschrieben, des österreichischen Architekten Hans Hollein, der den Auftritt von Dal Co bestätigt, die Ausstellung nach den Maßstäben der bildenden Kunst modelliert und nationale Beteiligungen veranstaltet. Sensoren der Zukunft. Der Architekt als Seismograf ist der Titel der Hauptausstellung im Padiglione Italia. Ziel ist es, die Fähigkeit des Architekten zu untersuchen, unterirdische Schwingungen der Gegenwart einzufangen und sie in Zukunft zu übersetzen. Hollein hält es für nicht angemessen, dass Architekten in den 90er Jahren Teil bestimmter Bewegungen oder Denkschulen sind. Andernfalls sollte es sich um autarke Berufsfiguren handeln, die nicht von Klassifikationen abhängig sind. Dank der Aufmerksamkeit, die diesen ungewöhnlichen Elementen wie Kommunikationssystemen und neuen Technologien geschenkt wird, können Architekten wichtige Orte in Stadtlandschaften verändern und die traditionelle Idee des von Traditionen geerbten Stadtraums in Frage stellen.
Ungefähr siebzig Architekten wurden eingeladen, ein bedeutendes Projekt auszustellen, um eine Art persönliches Testament zu sein. Aus diesem Grund wurden in dieser Ausgabe die Räume der Padiglione Italia mit Werken bedeutender internationaler Architekten wie Frank O. Gehry (mit seinen Entwürfen für das Guggenheim-Museum in Bilbao), Tadao Ando, Jean Nouvel und Renzo Piano, Zaha Hadid, Coop Himmelb(l)au, Peter Eisenman, Norman Foster, Herzog und Meuron, Arata Isozaki, Toyo Ito, Philippe Stark, Jorn Utzon, Alvaro Siza Vieira, Massimiliano Fuksas, Rem Koolhaas, Rafael Moneo. Neben weltweit renommierten Architekten organisierte Hollein auch die Ausstellung Emerging Voices, auf der junge vielversprechende Talente aus aller Welt wie Odile Decq, Liz Diller mit Ricardo Scofidio, Peter Zumthor, Ben van Berkel und Kazuyo Sejima zusammenkamen.
Im Padiglione Italia fand auch die Radicals-Retrospektive statt, die sich auf die radikalsten Erfahrungen der Stadtarchitektur von Ende der 50er bis Anfang der 70er Jahre konzentrierte. Die italienische Abteilung, die von Marino Folin kuratiert und am Padiglione Italia mit Großprojekten und Fassaden eingerichtet wurde, war jungen Architekten zwischen 30 und 40 Jahren gewidmet und zeigte Werke, die nicht älter als 5 Jahre sein durften. Dort wurde auch eine Fotoausstellung gezeigt, die dank der Zusammenarbeit des Fotografen Gabriele Basilico und des Architekten Stefano Boeri realisiert wurde und sich der italienischen Landschaft widmet – sowohl der städtischen als auch der natürlichen.
1996 wurde der Goldene Löwe für die Architekturbiennale ins Leben gerufen; und drei große Meister des 20. Jahrhunderts, Ignazio Gardella, Philip Johnson und Oscar Niemeyer, wurden mit dem Preis ausgezeichnet.
Goldener Löwe für den besten nationalen Teilnehmer: Japanischer Pavillon

Goldener Löwe für die beste Interpretation der Ausstellung: Odile Decq-Benoît Cornette, Juha Kaakko, Ilkka Laine, Kimmo Liimatainen, Jari Tirkkonen und Enric Miralles Moya

Spezielle Osella für eine außergewöhnliche Initiative in der zeitgenössischen Architektur: Pascal Maragall, Bürgermeister von Barcelona

Spezielle Osella für Medienpräsenz im Bereich der zeitgenössischen Architektur: Wim Wenders

Spezielle Osella für den besten Architekturfotografen: Gabriele Basilico

### 7. Internationale Architektur-Biennale Venedig (2000)
Vom 18. Juni bis 29. Oktober 2000 hatte den Titel Less aesthetics more ethics (Weniger Ästhetik mehr Ethik)

Präsident Paolo Baratta ernannte Massimiliano Fuksas zum Leiter.

Standort: Arsenale und Giardini
Mit einer auf Forschung ausgerichteten Biennale mit dem Titel Weniger Ästhetik, mehr Ethik gibt Massimiliano Fuksas den üblichen Aufbau der vorherigen Biennale auf. Die Ausstellung basiert nicht mehr auf der Idee der Architektur als Gebäude, sondern entwickelt eine 360-Grad-Perspektive der zeitgenössischen Stadt, insbesondere der Großstadt des 21. Jahrhunderts. Wie der Titel selbst hervorhebt, ist es für Fuksas wichtig, einen neuen Weg zu finden, um sich auf die Architektur zu beziehen, und bei der Entwicklung eines Projekts die Erforschung neuer ethischer Antworten und nicht nur der Ästhetik zu fördern. Ab den 90er Jahren haben die Größe und die Geschwindigkeit des städtischen Wandels, insbesondere in Lateinamerika, im asiatischen Südosten und in Afrika, zusammen mit der Umweltverschmutzung und einer enormen Entwicklung der Dimensionen neue soziale Unzufriedenheit und Ungleichheit festgestellt. Aus diesem Grund beschloss Fuksas, „die Biennale als Labor zu nutzen, um die neue planetarische Dimension urbaner Verhaltensweisen und Transformationen zu analysieren“ und drei Hauptthemen hervorzuheben: die Umwelt als Objekt und Subjekt zum Denken; Gesellschaft, die die Aufmerksamkeit auf städtische Veränderungen stellt; Technologie als Information, Kommunikation, virtuelle Dimensionen.
Die Corderie, die Artiglierie, die leeren Räume im Arsenale bis zum Vergini (1999 von der Biennale unter dem Vorsitz von Paolo Baratta geborgen und erstmals für die Architektur genutzt) und der Padiglione Italia beherbergten eine Auswahl von Architekten, Künstlern und Fotografen, die in den letzten Jahren Veränderungen in der Metropole untersucht hatten. Insbesondere die Einrichtung in den Corderie dell'Arsenale, die 1980 die kontinuierliche Perspektive der Strada Novissima überarbeitet, ist ein wichtiges Beispiel für die Verschmelzung von digitaler Technologie und Architekturdebatte. Auf den 300 Metern der Corderie würde ein Mega-Bildschirm zwölf Videos der zeitgenössischen Großstadt zeigen: Bogotà, Buenos Aires, Bukarest, Budapest, Mexiko-Stadt, Neu-Delhi, Paris, São Paulo, Quito, Kairo, Athen und Montréal. Die Großstadt scheint eine Art globales Magma zu sein, in dem kulturelle Stereotypen, touristische und wirtschaftliche Strömungen zusammen mit Situationen des städtischen Verfalls zusammenleben, die oft ignoriert oder unterschätzt werden. In den Räumen des Padiglione Italia befanden sich Werke von Architekten, Künstlern und Fotografen, die durch unterschiedliche Praktiken und Methoden die Entwicklung der Metropole in Frage gestellt haben, was die Notwendigkeit eines interdisziplinären Ansatzes der Fans unterstreicht, um den Herausforderungen der Gegenwart gerecht zu werden.
Goldener Löwe für sein Lebenswerk: Renzo Piano, Paolo Soleri und Jørn Utzon.

Goldener Löwe für die beste Interpretation der Ausstellung: Jean Nouvel

Sonderpreis für den besten nationalen Teilnehmer: Padiglione Spagnolo

Sonderpreis „Bruno Zevi“ für den besten Architekturprofessor: Joseph Rykwert

Sonderpreis für den besten Förderer der Architektur: Thomas Krens

Sonderpreis für den besten Architekturredakteur: Eduardo Luis Rodriguez, Herausgeber der Arquitectura Cuba

Sonderpreis für den besten Architekturfotografen: Ilya Utkin

### 8. Internationale Architektur-Biennale Venedig (2002)
- Vom 8. September bis 3. November 2002 hatte den Titel Next

Präsidenten  Paolo Baratta ernannte Deyan Sudjic als Leiter.

Standort: Arsenale und Giardini
Wie wird Architektur in Zukunft aussehen? Dies ist die Frage, die die 8. Internationale Architekturausstellung unter der Leitung von Deyan Sudjic mit dem Titel Next zu beantworten versuchte. Die zeitliche Verschiebung zwischen der Idee / Gestaltung eines Gebäudes und seiner effektiven Realisierung lässt das Ergebnis oft etwas veraltet erscheinen. Sudjic ist sich sicher, dass es uns heute dank Skizzen, Modellen und neuen Technologien möglich ist, die Architektur der nächsten Zukunft mit einer begrenzten Fehlerquote vorauszusehen. Ziel der Ausstellungen war es daher, in den Ateliers der Architekten, in ihren physischen Modellen und in den analysierten Materialien die Spuren und Elemente für zukünftige Projekte zu schaffen. Gleichzeitig ist es auch möglich, die geografischen Gebiete auszuwählen, in denen die innovativsten Projekte der Zukunft stattfinden werden, obwohl es noch nichts Bedeutendes gibt: Sudjic stellte sich ein mögliches Zukunftsszenario für China vor, in dem die interessantesten Kreationen realisiert werden könnten. Eines der Hauptmerkmale dieser Architekturbiennale ist die Beachtung der Materialien: Alle beteiligten Designer wurden eingeladen, nicht nur Zeichnungen und Kunststoffmodelle, sondern auch Betonmaterialien wie Ziegel, Glas, Metall auszustellen, um dies physikalisch zu beweisen Auswirkungen, die sie auf den architektonischen Raum haben können.
Next sollte in seinen verschiedenen Abschnitten eine Untersuchung zu den am weitesten verbreiteten konstruktiven Typen vorschlagen: Wohnen, Museen, Kommunikation, Bildung, Türme, Arbeit, Einkaufen, Aufführung, Kirche und Staat, Masterpläne, Italien. Zu einem solchen Bereich, in dem Entwürfe der weltbesten Architekten ausgestellt wurden, kommt eine Ausstellung mit dem Titel „Stadt der Türme“ hinzu, ein unabhängiger Bereich, der in Zusammenarbeit mit Alessi realisiert wurde: Einige der heute renommiertesten Architekten wurden gebeten, das 1: 100-Modell eines zu präsentieren Wolkenkratzer. Ein Jahr nach dem Bombenanschlag auf die Twin Towers in New York zeigte diese Ausstellung ein neues Interesse an vertikaler Expansion und an Wolkenkratzern, was letztendlich die Modernität der heutigen Städte bestätigen kann. Das Londoner Swiss RA-Hauptquartier von Norman Foster und das Torre Agbar in Barcelona von Jean Nouvel, beide ausgestellt, sind nur einige der jüngsten bedeutenden Beispiele für das Design von Wolkenkratzern.
Bei den Giardini konzentrierte sich die italienische Abteilung der Padiglione Italia auf eine Reihe von Projekten, von denen einige auch von ausländischen Architekten realisiert wurden, um einige italienische Gebiete zu requalifizieren, wie beispielsweise die Intervention von David Chipperfield auf dem Friedhof San Michele in Venedig. Der USA-Pavillon beherbergte am 11. September eine Auswahl an Dreharbeiten sowie Vorschläge für die Restaurierung und Rekonstruktion von Ground Zero.
Goldener Löwe für sein Lebenswerk:Toyo Ito

Goldener Löwe für bestes Projekt der Internationalen Ausstellung: Ibere Camargo Foundation in Porto Alegre (Brasilien), entworfen von Alvaro Siza Vieira

Sonderpreis für den besten nationalen Teilnehmer: Niederländischer Pavillon

Sonderpreis für den besten Förderer der Architektur: Zhang Xin

Sonderpreis für das beste staatliche Sponsoring: Stadt Barcelona

Besondere Erwähnung von Next Mexico City: The Lakes Project
La Biennale di Venezia

### 9. Internationale Architektur-Biennale Venedig (2004)
Die 9. Internationale Architektur-Ausstellung „Metamorph“ (2004) stand unter der Direktion von Kurt W. Forster und den beiden Assistant Directors Nanni Baltzer und Matteo Cainer. In verschiedene thematische Kapitel unterteilt, zeigte die Biennale aktuelle Tendenzen und historische Bezüge. Erstmals war eine umfassende Fotosektion Teil der Architekturbiennale: Morphing Lights, Floating Shadows, Kuratorin: Nanni Baltzer. Die drei Teile der Fotosektion zu den Themen Landschaft, Stadt und Atmosphäre waren in den Ausstellungsparcours integriert und bildeten so einen festen Bestandteil der Architekturshow. Ebenfalls das erste Mal wurde dem zweibändigen Katalog ein dritter Band mit Essays internationaler Fachleute beigefügt (Metamorph, dreibändig, italienisch und englisch, Herausgeber Nanni Baltzer und Kurt W. Forster).
Der Schweizer Hauptbeitrag war Globus Cassus, eine architektonische Utopie von Christian Waldvogel, welche die Umwandlung der Erde in eine viel größere, hohle und auf ihrer Innenseite bewohnte Sphäre von diskusartiger Form vorsieht. Die von außen nach innen „umgestülpte Erde“ ist gemäß Waldvogel ein „antipodisches“ Modell, das als „Spielplatz dienen soll, um neue, frische und ungebundene Ideen für eine ideale Welt zu entwickeln“. (It is meant to be a playground to develop new, fresh and unrestricted ideas for an ideal world.) Als Kunstprojekt gehört es in den Bereich der Netz- und Prozesskunst.

### 10. Internationale Architektur-Biennale Venedig (2006)
Die Ausstellung im Deutschen Pavillon mit dem Titel „CONVERTIBLE CITY – Formen der Verdichtung und Entgrenzung“ vom 10. September bis 19. November 2006 präsentierte rund 30 Projekte, die in ihrem Selbstverständnis den Anforderungen einer sich verändernden Gesellschaft und Kulturlandschaft durch Umnutzung, Wandel und Neubespielung gerecht werden. Der Deutsche Beitrag untersuchte stimulierende Umgestaltungen in bestehenden stadträumlichen Situationen, welche die Dynamik und Kreativität des städtischen Lebens bereichern. Beispielhafte Projekte illustrierten die spannungsreiche Verdichtung und Verwandlung von Architektur und Stadtgefüge sowie die nachhaltige Nutzung der vorhandenen Potenziale des nach oben hin offenen Stadtrandes für neue Wohn- und Arbeitswelten. Mit der Schwerpunktsetzung der Ausstellung auf Transformation und Konversion im urbanen Umfeld wurde auch ein sich innerhalb der Architektur vollziehender Wahrnehmungswandel aufgezeigt. Als Katalog zur Ausstellung erschien eine Ausgabe der Architekturzeitschrift archplus. Mit einer Gastredaktion wendeten die Generalkommissare bewusst das Prinzip der Konversion bereits existierender Strukturen auf die Publikation an.

### 11. Internationale Architektur-Biennale Venedig (2008)
Die 11. Architekturbiennale wurde am 14. September 2008 unter dem Motto „Out there – Architecture beyond building“ eröffnet. Der Kurator der Ausstellung, der Amerikaner Aaron Betsky, forderte die Aussteller dazu auf, sich ihrer Wurzeln zu besinnen. Das Gebäude, so Betsky, sei der umfassendste Repräsentant von Architektur, aber auch ihr „Grabmal“, da die Architekten im Interessensgeflecht von Investoren, Bautechnikern und Qualitätsmanagern oft nicht mehr ihre Kreativität behaupten könnten. Der Architekt solle wieder zeigen dürfen, dass er vor allem Künstler ist. In den 300 Meter langen Hallen der Corderie dell’Arsenale präsentierten in diesem Sinne bekannte Büros wie Coop Himmelb(l)au, Zaha Hadid, Frank Gehry, UNStudio, Barkow Leibinger oder Herzog & de Meuron eher spielerische Installationen, Projektionen und Performances als konkret-anschauliche Bauprojekte.
In 56 Länderbeiträgen, die sich auf 30 Pavillons verteilten, wurde die Umwelt- und Zukunftsverantwortung der Architektur betont. Im deutschen Pavillon, der von den Berliner Architekten Friedrich von Borries und Matthias Böttger gestaltet wurde, standen die Ökologie und 20 „Projekte für eine bessere Zukunft“ im Mittelpunkt. Österreich zeigte eine raumgreifende Stadt-Installation von Pauhof Architekten, den „Archetherid“, und Arbeiten von Josef Lackner sowie eine Reihe von Interviews mit verschiedenen Architekten zum Thema Wohnbau. Die Schweiz präsentierte im vom Basler Architekten Reto Geiser kuratierten Pavillon „Explorations“ vier Fallstudien zur Architekturforschung.

### 12. Internationale Architektur-Biennale Venedig (2010)
Die 12. Architekturbiennale wurde am 29. August 2010 unter dem Motto „People Meet in Architecture“ eröffnet. Als erste Frau in der Geschichte der Biennale verantwortete die japanische Architektin und Pritzker-Preisträgerin Kazuyo Sejima die Ausstellung. Die Schau zielt nach Angaben der Kuratorin darauf ab, „andere Lebensarten zu finden“. Die Grundidee sei, „den Menschen und der Gesellschaft zu helfen, mit der Architektur und untereinander zu kommunizieren.“ Wichtiger als ein einheitliches Konzept sei dabei die Vielfalt der Perspektiven. 43 Büros aus aller Welt zeigen in den Hallen der Corderie ihre Arbeiten. Als Höhepunkt haben sich früh zwei von Rem Koolhaas genutzte Säle herauskristallisiert, in denen er den heutigen Umgang mit dem Erbe der Architektur, nicht zuletzt der fünfziger bis achtziger Jahre, thematisiert.
In den nationalen Pavillons präsentiert Österreich Arbeiten führender Architekten wie Hans Hollein, Carl Pruscha oder Raimund Abraham im Ausland sowie Beispiele internationaler Architektur in Österreich. Der Tragwerksplaner Jürg Conzett gestaltete den Schweizer Pavillon und zeigte Infrastrukturbauten, vor allem Brücken, die in Bildern des Fotografen Martin Linsi zu sehen waren. Dem Thema „Sehnsucht“ ist die Ausstellung im deutschen Haus gewidmet, an der sich über 180 Architekten und Architekturstudenten beteiligen. Der Beitrag wurde von dem Team Walverwandtschaften München Zürich Boston (Cordula Rau, Ole W. Fischer, Eberhard Tröger) kuratiert. Als jüngstes Kollektiv in der Geschichte entwarf UNULAUNU (Romina Grillo, Liviu Vasiu, Cipian Rasoiu, Matei Vlasceanu, Tudor Vlasceanu) den Rumänischen Pavillon. Der Goldene Löwe für den besten Länderbeitrag ging an Bahrain (Noura Al Sayeh Holtrop, Fuad Al-Ansari, Harry Gugger und Leopold Banchini). Der Silberne Löwe für Most Promising Young Practice ging an OFFICE 85 mit ihrem Garden Pavillion (OFFICE KGDVS: Kersten Geers und David Van Severen mit Bas Princen).

### 13. Internationale Architektur-Biennale Venedig (2012)
Die 13. Architekturbiennale wurde am 29. August 2012 unter dem Motto „Common Ground“ eröffnet. Dank des diesjährigen Kurators der Ausstellung, David Chipperfield, „besinne sich Architektur in Venedig endlich wieder auf das Wesentliche.“ Das Augenmerk richte sich laut Chipperfield darauf, „sich mit gemeinsamen Themen [zu] befassen, die über die eigene Position hinausgehen“. Den Goldenen Löwen als Büro erhielt Urban Think Tank aus Caracas für die Erforschung der Bauruine Torre David, eines 45-geschossigen Hochhauses, in das mittlerweile rund 3000 Menschen eingezogen waren. Den besten nationalen Beitrag fand die Jury in der Arbeit aus Japan, die sich mit dem Wiederaufbau nach dem Tsunami 2011 beschäftigt. Er wurde von Toyo Ito kuratiert und entstand unter der Beteiligung des Architekturfotografen Naoya Hatakeyama, der Architekten Sou Fujimoto sowie Akihisa Hirata und der Architektin Kumiko Inui. Für sein Lebenswerk ausgezeichnet wurde der Portugiese Alvaro Siza Vieira.

### 14. Internationale Architektur-Biennale Venedig (2014)
Die 14. Internationale Architektur-Biennale eröffnete am 7. Juni 2014 und schloss am 23. November 2014. Im Januar 2013 wurde der niederländische Architekt Rem Koolhaas zum Leiter der 14. Architektur-Biennale ernannt. Koolhaas lud unter anderem das italienische Architekturbüro Argot ou La Maison Mobile (AOUMM) ein.
Unter dem Motto „Absorbing Modernity: 1914–2014“ wurde der deutsche Beitrag von dem Zürcher Architektenduo Alex Lehnerer und Savvas Ciriacidis gestaltet. Sie bauten den Bonner Kanzlerbungalow von Sep Ruf als zentralen Beitrag 1:1 in den Deutschen Pavillon. Den Goldenen Löwen für den besten Länderpavillon erhielt der südkoreanische Pavillon.

### 15. Internationale Architektur-Biennale Venedig (2016)
2016 fand die 15. Auflage unter dem Titel Reporting from the Front vom 28. Mai bis 27. November statt. Kurator war der chilenische Architekt Alejandro Aravena. 88 Teilnehmer aus 37 Ländern waren vertreten, u. a. Raphael Zuber (Abdankungshalle, Mehrfamilienhaus Fravi, weekend house, Universitätscampus SUPSI), Renato Rizzi, Andrei Șerbescu und Adrian Untaru (Installation Hilariopolis). Von den 61 Länderpavillons nahmen Kasachstan, Nigeria, die Philippinen, Seychellen und Jemen erstmals teil. 2900 Journalisten wurden akkreditiert.
Der deutsche Beitrag Making Heimat. Germany, Arrival Country wurde von Peter Cachola Schmal und Oliver Elser vom Deutschen Architekturmuseum kuratiert. Aussteller war das Berliner Architektenbüro Something Fantastic, das vier große Öffnungen in den 1938 von den Nationalsozialisten umgebauten Pavillon schlug. Man orientierte sich an dem Buch Arrival Cities des kanadischen Autors Doug Saunders.
Der österreichische Beitrag Orte für Menschen, kuratiert von der Kommissärin Elke Delugan-Meissl, fand parallel zu Venedig an drei bespielten Orten in Wien statt.
Der Schweizer Beitrag Incidental Space wurde von Sandra Oehy kuratiert. Aussteller war Christian Kerez.

### 16. Internationale Architektur-Biennale Venedig (2018)
Die 16. Biennale fand vom 26. Mai bis zum 25. November 2018 statt und stand unter dem Titel Freespace. Den Goldenen Löwen der Architektur-Biennale erhielt der  von Alessandro Bosshard, Li Tavor, Matthew van der Ploeg und Ani Vihervaara stammende Schweizer Beitrag Svizzera 240: House Tour sowie der britisch-amerikanische Architekt und Architekturhistoriker Kenneth Frampton für sein Lebenswerk.
Der deutsche Beitrag stand unter dem Motto Unbuilding Walls und beschäftigte sich mit den baulichen Folgen der deutschen Teilung im früheren Grenzgebiet. Kuratoren waren GRAFT mit Marianne Birthler. Beispiele waren der einstige Grenzkontrollpunkt Checkpoint Charlie in Berlin, der Europa-Radweg entlang des Eisernen Vorhangs oder das Dorf Jahrsau bei Salzwedel.
Für 2018 wurden drei Teams eingeladen, den österreichischen Beitrag zu gestalten: Henke Schreieck Architekten (Wien), LAAC Architekten (Innsbruck) sowie Sagmeister & Walsh (New York), kuratiert von Kommissärin Verena Konrad, Kunsthistorikerin und Leiterin des Vorarlberger Architekturinstituts.
Die Kuratorinnen Yvonne Farrell und Shelley McNamara luden u. a. Angela Deuber, David Chipperfield, SANAA, Lacaton & Vassal, Paulo Mendes da Rocha, Rafael Moneo, Toyo Ito, Eduardo Souto de Moura und Aurelio Galfetti ein.
Der Schweizer Beitrag Beyond Object and Abstraction wurde von Maurus Schifferli ausgestellt.
- Der Goldene Löwe für den besten nationalen Beitrag ging an die Schweiz mit dem Titel Svizzera 240. Die Kuratoren Alessandro Bosshard, Li Tavor, Matthew van der Ploeg und Ani Vihervaara setzten sich mit dem zeitgenössischen Wohnungsbau auseinander.[33]

### 17. Internationale Architektur-Biennale Venedig (2021)
Die 17. Internationale Architekturausstellung hätte regulär im Jahr 2020 stattfinden sollen, wurde aufgrund der Covid-19-Pandemie aber verschoben und wird nun vom 22. Mai bis 21. November 2021 gezeigt. Unter dem Motto How will we live together? (Wie werden wir zusammenwohnen?) beteiligen sich 63 Länder mit ihren Pavillons, an der zentralen Ausstellung sind 117 Architekten bzw. Architektenteams aus 46 Ländern gemeldet. Kurator ist der libanesisch-amerikanische Architekt und Hochschullehrer Hashim Sarkis. Der deutsche Pavillon wird unter dem Titel 2038 – The New Serenity (2038 – Die Neue Gelassenheit) von einem Team um Olaf Grawert, Christopher Roth, Arno Brandlhuber und Nikolaus Hirsch kuratiert. Alle Filme und Projektionen dieses Beitrags sind in einer „Pavillon-Cloud“ auch online zugänglich. Der Schweizer Pavillon wird unter dem Leitspruch Oræ – Experiences on the Border (Oræ ist der Plural des lateinischen Wortes für Grenze) kuratiert von einem multidisziplinären Team aus Architektur- und Kunstschaffenden: Mounir Ayoub und Vanessa Lacaille vom Genfer Laboratoire d’architecture, dem Genfer Bildhauer Pierre Szczepski sowie dem Filmregisseur und Kameramann Fabrice Aragno. Ihr Beitrag erkundet die sozialen und kulturellen Strukturen an der Grenze zwischen der Schweiz und ihren Nachbarländern und die durch die Pandemie veränderten Erfahrungen der Grenzanwohner im Alltag. Der von Peter Mörtenböck und Helge Mooshammer kuratierte Beitrag Österreichs unter dem Motto We like. Platform Austria zum Phänomen des Plattform-Urbanismus diskutiert, welche Rolle digitale Plattformen künftig für die Gestaltung von Lebensräumen spielen werden. Im Rumänischen Pavillon war das Thema Wie wird die Migration die Architektur und die Stadt verändern?, die Markus Breitschmid, Laura Cristea, Jeannette Kuo, Samuel Penn, Tudor Vlasceanu, Ákos Moravánszky, Jonathan Sergison, Mark Pimlott, Renato Rizzi, Ryan Kennihan und Roberto Masiero beantworteten.
Die Jury (Kazuyo Sejima, Sandra Barclay, Lamia Joreige, Lesley Lokko, Luca Molinari) vergab am 30. August folgende Auszeichnungen:
- Der Goldene Löwe für den besten nationalen Beitrag ging an die Vereinigten Arabischen Emirate (Kommissar: Salama Bint Hamdan Al Nahyan Foundation, Kuratoren: Wael Al Awar & Kenichi Teramoto)
- Besondere Erwähnungen erhielten die nationalen Beiträge Russlands und der Philippinen
- Den Goldenen Löwen als bester individueller Teilnehmer erhielt die Gruppe raumlaborberlin (Deutschland) für ihre Installation Instances of Urban Practice (Beispiele städtischer Praxis). Sie thematisiert die von Mai bis September 2018 als Zwischennutzung bestehende „Floating University Berlin“ (Schwimmende Universität) am Regenwassersammelbecken des ehemaligen Flughafens Tempelhof sowie Konzepte zur Nutzung des leerstehenden Hauses der Statistik
- Den Silbernen Löwen für den besten jungen Teilnehmer bekam die Foundation for Achieving Seamless Territory (Niederlande/USA)
- Eine besondere Erwähnung erhielt der Beitrag von Cave_bureau (Kenia)
- Je ein Goldener Löwe für ihr Lebenswerk wurde bereits im März postum der italienisch-brasilianischen Architektin Lina Bo Bardi und im April dem spanischen Pritzkerpreisträger Rafael Moneo zuerkannt.[42]

### 18. Internationale Architektur-Biennale Venedig (2023)
Die 18. Ausgabe der Architektur-Biennale befasst sich vom 20. Mai bis 26. November unter dem Titel „The Laboratory of the Future“ (Zukunftslabor) mit den Themenschwerpunkten Dekolonisation und Dekarbonisierung. Kuratorin ist Lesley Lokko. 
Der Deutsche Pavillon steht diesmal unter dem Titel „Open for Maintenance / Wegen Umbau geöffnet“ und wird von ARCH+, Summacumfemmer und Juliane Greb & Petter Krag kuratiert. Die Arbeit „Relocating a Structure“ von Maria Eichhorn für die Kunstbiennale 2022 wurde nicht zurückgebaut, sondern in Kooperation mit der Künstlerin in die Gestaltung des Deutschen Pavillons für die Architekturbiennale 2023 einbezogen. Ziel ist es, möglichst nachhaltig vorzugehen. Eichhorn hatte Boden und Wände aufgerissen, um sichtbar zu machen, wie die Nationalsozialisten 1938 die ursprüngliche Ausstellungshalle noch monumentaler gestaltet hatten. Das Kuratorenkollektiv hat nun den Hauptraum des Deutschen Pavillons zu einem Materialdepot gemacht. Von anderen Pavillons der letzten Kunstbiennale sammelte man alles ein, was sonst weggeschmissen worden wäre. Teile verwendete man für die eigenen Einbauten, der Rest wurde gesäubert, aufgelistet und gelagert. Ziel ist die Zirkularität des Bauens im Bestand.
Im Mittelpunkt des Schweizer Beitrags steht das Projekt «Neighbourhood» von Karin Sander und Philip Ursprung. Es befasst sich mit der architektonischen und politischen Beziehung zwischen dem Schweizer Pavillon (erbaut 1952 nach Entwurf von Bruno Giacometti) und dem seit Jahren verwaisten venezolanischen Pavillon (erbaut 1954 nach Entwurf von Carlo Scarpa) in unmittelbarer Nachbarschaft. Auch die Zukunft des nächsten Nachbarn, des russischen Pavillons, ist ungewiss.
Der österreichische Beitrag stammt vom jungen Architekturkollektiv AKT und Hermann Czech. Unter dem Titel „Partecipazione / Beteiligung“ wollten sie ursprünglich eine Hälfte des Österreichischen Pavillons zum dahinterliegenden Stadtteil Sant‘Elena öffnen und damit für die Bevölkerung frei zugänglich machen. In der anderen Hälfte sollten in Zusammenarbeit mit lokalen Initiativen die Probleme dieses Stadtteils Thema werden. Eine direkte Verbindung beider Teile war keine vorgesehen, lediglich Sicht und Sprachverbindung. Hinter der Verschiebung der Grenze zwischen Biennale und Stadt steht die Frage nach der Verfügungsmacht über Raum und Architektur, die politische Verantwortung der Biennale als „Labor der Zukunft“ in der Stadt Venedig. Der im Konzept beabsichtigte Durchbruch zweier Mauern wurde jedoch vom Denkmalamt der Stadt und der Biennale-Leitung abgelehnt, sie lehnte auch den Ersatzvorschlag einer Brückenkonstruktion ab. Die zur freien Nutzung durch die Anwohner vorgesehene Hälfte bleibt nun einfach leer, statt der Brücke gibt es einen Aussichtsturm.
Im Französischen Pavillon wurde das Kugeltheater um unsere Sehnsucht nach Utopie wieder zu erwecken von Studio Muoto und Georgi Stanishev entworfen.
Die Jury vergab folgende Auszeichnungen:
- Der Goldene Löwe für den besten nationalen Beitrag ging an Brasilien.
- Den Goldenen Löwen für das Lebenswerk erhielt Demas Nwoko (Nigeria).
- Der Goldene Löwe für die besten Teilnehmer am Zukunftslabor ging an das Architektenbüro Decolonizing Architecture Art Residency – Sandi Hilal (Palästina) und Alessandro Petti (Italien).

### 19. Internationale Architektur-Biennale Venedig (2025)
Die 19. Ausgabe der Architektur-Biennale befasst sich vom 10. Mai bis 23. November unter dem Titel „Intelligens. Artificial, Natural, Collective“ (Intelligens. Natürliche, künstliche, kollektive (Intelligenz)). Kurator ist Carlo Ratti.
Die Kuratoren des Deutschen Pavillons sind Nicola Borgmann, Elisabeth Endres, Daniele Santucci und Gabriele G. Kiefer. Den österreichischen Beitrag „Agency for Better Living“ zum Thema Wohnen kuratieren Michael Obrist, Sabine Pollak und Lorenzo Romito. Im Schweizer Beitrag will die Gruppe Annexe (Architektinnen Elena Chiavi, Kathrin Füglister, Amy Perkins und Myriam Uzor in Zusammenarbeit mit der Künstlerin Axelle Stiefel und der Grafikerin Emma Kouassi) die von Lisbeth Sachs für die Schweizerische Ausstellung für Frauenarbeit (SAFFA) 1958 in Zürich entworfene Kunsthalle aufleben lassen, um die Position von Architektinnen in der Baubranche zu thematisieren (zum Beispiel wurde keiner der 30 permanenten Länderpavillons in den Giardini von einer Frau entworfen oder gebaut).